# Zœbersdorf
Zœbersdorf era una comuna francesa situada en el departamento de Bajo Rin, de la región de Gran Este, que el 1 de enero de 2018 pasó a ser una comuna delegada de la comuna nueva de Geiswiller-Zœbersdorf al fusionarse con la comuna de Geiswiller.

## Demografía
| Gráfica de evolución demográfica de Zœbersdorf entre 1800 y 2015 |
|                                                                  |

Los datos demográficos contemplados en este gráfico de la comuna de Zœbersdorf se han cogido de 1800 a 1999 de la página francesa EHESS/Cassini, y los demás datos de la página del INSEE.